# Psilocerea
Psilocerea is een geslacht van vlinders van de familie spanners (Geometridae), uit de onderfamilie Ennominae.

## Soorten
- P. acerata Fletcher D. S., 1978
- P. albivertex Herbulot, 1992
- P. anearia Swinhoe, 1904
- P. arabica Wiltshire, 1983
- P. aspilates Herbulot, 1954
- P. barychorda Prout, 1932
- P. carbo Herbulot, 1970
- P. catenosa Herbulot, 1970
- P. cneca Prout, 1932
- P. coronata Fletcher D. S., 1958
- P. cuprea Herbulot, 1959
- P. dysonaria Swinhoe, 1904
- P. ferruginaria (Mabille, 1898)
- P. gratiosa Prout, 1927
- P. griveaudi Herbulot, 1959
- P. harmonia Prout, 1932
- P. hypermetra Prout, 1931
- P. icterias Herbulot, 1973
- P. immitata Janse, 1932
- P. insularia (Mabille, 1880)
- P. kenricki Prout, 1925
- P. krooni Krüger, 2007
- P. laevigata Fletcher D. S., 1958
- P. lemur Herbulot, 1954
- P. leptosyne Fletcher D. S., 1978
- P. melanops Carcasson, 1965
- P. monochroma Herbulot, 1954
- P. narychorda Prout, 1932
- P. nigromaculata Warren, 1897
- P. olsoufieffae Prout, 1932
- P. penicillata Herbulot, 1957
- P. phrynogyna Herbulot, 1954
- P. praecoca Herbulot, 1981

- P. pronisi Viette, 1980
- P. psegma Herbulot, 1981
- P. pulverosa (Warren, 1894)
- P. rachicera (Butler, 1880)
- P. russulata (Mabille, 1898)
- P. scardamyctes Prout, 1925
- P. semifacta Prout, 1926
- P. semirufa (Warren, 1901)
- P. severa Prout, 1932
- P. solitaria (Herbulot, 1992)
- P. swinhoei Herbulot, 1959
- P. szunyoghi Fletcher, 1978
- P. szunyoghyi Fletcher D. S., 1978
- P. tigrinata Saalmüller, 1880
- P. toulgoeti Herbulot, 1959
- P. tristigma Herbulot, 1959
- P. turpis Warren, 1902
- P. vestitaria Swinhoe, 1904
- P. viettei Herbulot, 1954
- P. virescens Herbulot, 1954
- P. wintreberti Herbulot, 1970